# Орел степовий (монета)
«Оре́л степови́й» — пам'ятна монета номіналом 2 гривні, випущена Національним банком України. Присвячена рідкісному у цілинному українському степу виду родини Яструбових — орлу степовому, найбільше поголов'я якого утримується і репродуктується у зоопарку «Асканія-Нова». У 1980 році орел степовий занесений до червоної книги України.
Монету було введено в обіг 28 січня 1999 року. Вона належить до серії «Флора і фауна».

## Опис монети та характеристики
| Номінал грн. | Метал      | Маса, грам | Діаметр, мм. | Якість виготовлення | Гурт     | Тираж, штук |
| ------------ | ---------- | ---------- | ------------ | ------------------- | -------- | ----------- |
| 2            | нейзильбер | 12,8       | 31,0         | звичайна            | рифлений | 50 000      |

### Аверс

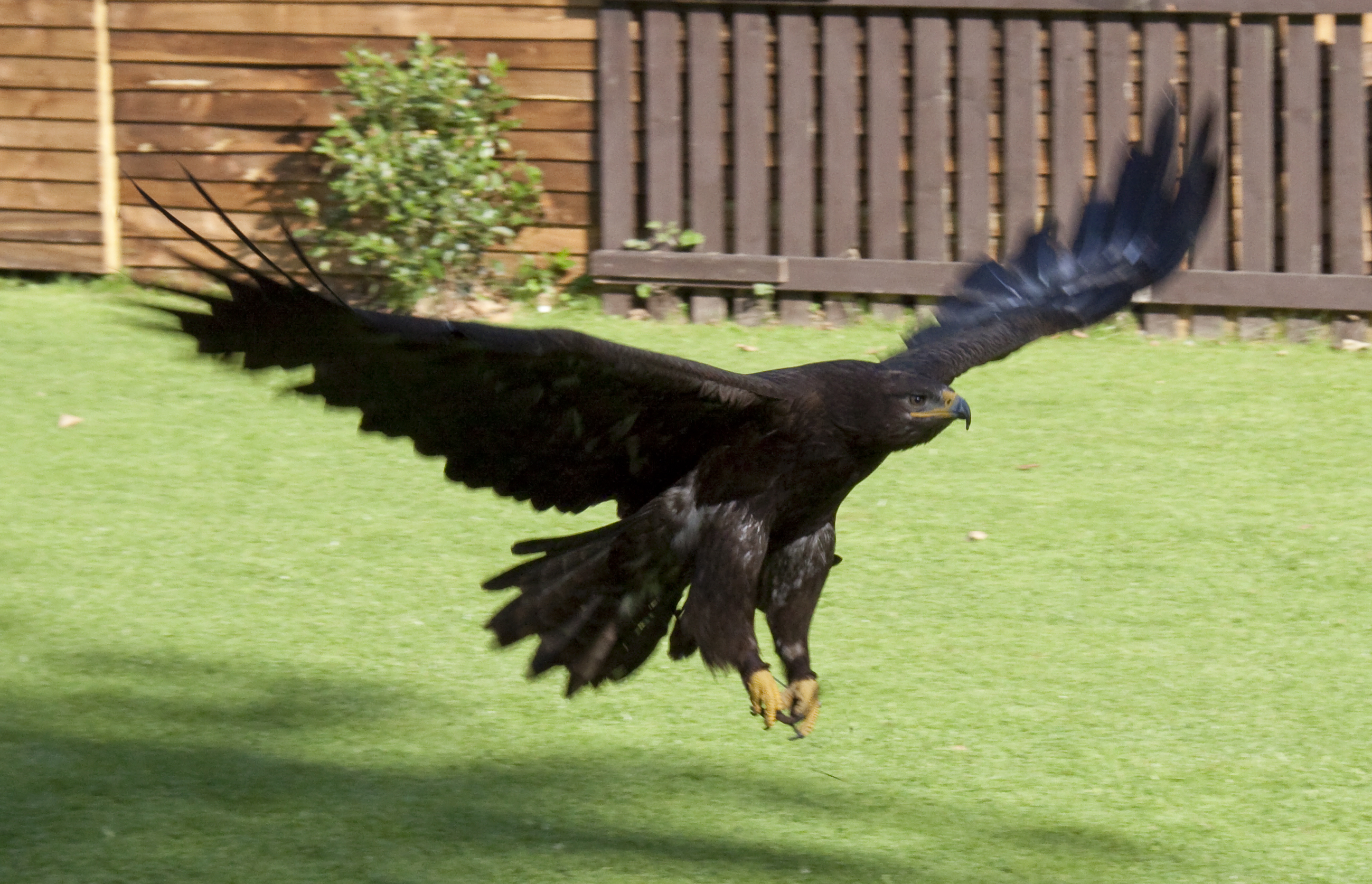
Орел степовий

На аверсі монети в обрамленні вінка, що складається з окремих видів флори і фауни, розміщено зображення малого Державного Герба України і написи в чотири рядки: «УКРАЇНА», «2», «ГРИВНІ», «1999».

### Реверс
На реверсі монети розміщено зображення орла степового в асканійському степу та кругові написи «ОРЕЛ СТЕПОВИЙ» і «AQUILA RAPAX».

## Автори
- Художник — Дем'яненко Володимир.
- Скульптор — Дем'яненко Володимир.

## Вартість монети
Під час введення монети в обіг 1999 року, Національний банк України розповсюджував монету за її номінальною вартістю — 2 гривні.
Фактична приблизна вартість монети, з роками змінювалася так:
| Рік        | 2005 | 2006 | 2007 | 2008 | 2009 | 2010 | 2011 | 2012 | 2013 | 2014 | 2015 | 2016 | 2017 | 2018 | 2019 | 2020 | 2021 | 2022 | 2023 | 2024  | 2025  |
| ---------- | ---- | ---- | ---- | ---- | ---- | ---- | ---- | ---- | ---- | ---- | ---- | ---- | ---- | ---- | ---- | ---- | ---- | ---- | ---- | ----- | ----- |
| Ціна, грн. | 150  | 125  | 160  | 300  | 470  | 470  | 480  | 480  | 480  | 280  | 525  | 500  | 530  | 600  | 540  | 500  | 500  | 510  | 820  | 1 100 | 1 090 |